# 貴婦街
貴婦街曾是圣多明各、多米尼加共和国和美洲的第一条街道。
它位于殖民城市，其名称源于这样一个事实，即在总督时期开始时，贵妇们沿着这条街道行走，这条街道目前装饰着殖民地瓷砖。这条街有景点奥萨马堡垒，La Real Audiencia，罗德里戈·德·巴斯蒂达斯主人宅第（今天的儿童博物馆“Trampolín”），殖民地房屋（有些带有殖民地盾牌）和最后的西班牙广场。
总督时代的杰出家庭在这条街上建造了他们的房屋，其中包括奥维耶多，Dávila， Heredia，Campuzano Polanco侯门，Infante侯门和Coca侯门。

## 歷史
貴婦街是在殖民城创建的第一条街道，是在尼古拉斯·德·奥万多（Nicolás de Ovando）政府期间建造的，在这条街上，它来自Fortaleza Ozama或Torre del Homenaje，到Alcázar de Colón附近，大约在1511年开始。在总督时代，这条街被称为堡垒街，因为它是奥萨马堡垒的所在地。
根据历史学家的说法，主要是路易斯·阿勒纳尔（Luis Alernar）讲述了在第二海军上将和总督迭戈·哥伦布和国王的侄女孙女天主教徒费迪南德，玛丽亚·德·托莱多（María de Toledo），以及西班牙社会和等级制度的重要成员，以及当时的重要女士，将堡垒街作为他们的居住地。
一段时间后，当时的居民开始称这条街为贵妇街（Calle de Las Damas），但在1659年，圣多明各共同的市议会决定将这条街称为哥伦布街（Calle Colón），以向克里斯托弗·哥伦布致敬，尽管它也被称为都督府街（Calle de la Capitanía General），政府街（Calle del Gobierno），宫殿街（Calle del Palacio）， 和耶稣会士修道院街（Calle del Convento de Los Jesuítas）。
贵妇街（Calle Las Damas），一段时间后获得了它的名字，并且仍然保留着它；它目前是殖民城市街道的一部分，共同构成了世界遗产。